# Bembidion tairuense
Bembidion tairuense es una especie de escarabajo del género Bembidion, tribu Bembidiini, familia Carabidae. Fue descrita científicamente por Bates en 1878.
Se distribuye por Nueva Zelanda. La especie se mantiene activa durante todos los meses del año excepto en julio.